# 無頼 黒匕首
『無頼 黒匕首』（ぶらい くろどす）は、1968年12月28日に公開された日本の映画。製作は日活。無頼シリーズ第5作。

## 概要
五郎は、義理だての抗争に巻込まれ、恋人の由利を犠牲にしてしまった。それから数年、先輩三浦を訪ねた五郎は、立川の会社で働くことになった。だが、立川にも暴力団武相会の手が伸び、三浦建材はしばしば脅されていた。ある日五郎は、人命救助の為自らも現場で負傷してしまう。そんな五郎を、三浦の妹志津子は手厚く看護するのだが、志津子もまた武相会の志下末雄につきまとわれていた。志津子は五郎に恋心を抱くのだが、志津子の身を案じた五郎は冷たくあしらうのだった。ある日、五郎はかつて自分を愛していた女小枝子に会う。小枝子は、ヤクザの竹宮と結婚していたが、二人も武相会の執拗ないやがらせを受けていた。竹宮が武相会の安本にリンチを受けると、五郎は安本を刺し自らも負傷してしまう。武相会は、やっきになり三浦を脅迫し、五郎をおびきだす。五郎は罠から脱れたが、三浦はメッタ斬りにされてしまった。無惨な三浦の姿を見て、五郎は復讐の黒匕首を抜くのだった。

## キャスト
- 藤川五郎 ： 渡哲也
- 由利・三浦志津子 ： 松原智恵子
- 志下末雄： 川地民夫
- 竹宮小枝子： 北林早苗
- 嶋岡辰造： 葉山良二
- 本郷道夫： 田中邦衛
- 安本英健 ： 青木義朗
- 三浦健介： 中谷一郎
- 竹宮国松： 露口茂
- 志下寛市： 菅井一郎
- 戸田政二 ： 深江章喜
- 山木： 郷鍈治
- 悦子： 藤江リカ
- 井川 ： 高品格
- 手打ち式の司会： 久遠利三
- 中島： 長弘
- 岸田： 黒田剛
- 嶋岡組組員 ： 八代康二
- 武相会組員： 柴田新三
- 三浦建材社員： 宮原徳平
- 公子：佐藤サト子
- ホステス風の女 ： 森みどり
- ： 横田楊子
- 西山： 吉田武史
- 武相会組員：長浜鉄平、田畑善彦
- 川又組組員：晴海勇三
- 嶋岡組組員： 高橋明
- 武相会組員：市村博、 岩手征四郎
- ：桂小かん
- 武相会組員： 溝口拳、水川国也
- 嶋岡組組員： 沢美鶴
- 川又組組員： 本目雅昭
- 武相会組員： 中平哲仟
- 流しの女： 大橋レミ
- 技斗： 渡井嘉久雄

## スタッフ
- 監督 ： 小澤啓一
- 脚本： 池上金男
- 企画 ： 岩井金男
- 原作 ： 藤田五郎
- (或る暴力団幹部のドキュメント「無頼」南北刊著)
- 音楽 ： 坂田晃一

## 同時上映
『忘れるものか』
- 脚本：小川英、蘇武道夫 / 監督：松尾昭典 / 主演：石原裕次郎

## 映像ソフト
- 1987年7月10日に日活からビデオソフト（VHS）が発売された。
- 2020年3月3日に日活から「渡哲也 俳優生活55周年記念　日活・渡哲也DVDシリーズ」としてDVDが発売された。